# Flint the Time Detective
Flint the Time Detective (Japans: 時空探偵ゲンシクン Jikū Tantei Genshi-kun) is een Japanse animeserie geregisseerd door Hiroshi Fukutomi. In Nederland werd deze serie uitgezonden door Fox Kids van 2001 tot 2004.

## Verhaal
De serie draait om tijdreizen, en de zoektocht naar zogenaamde tijdwisselaars: wezens met speciale krachten, die samen met de mysterieuze Old Timer de tijd op aarde in goede banen leiden. Door de kwaadaardige Dark Lord worden de tijdwisselaars naar verschillende tijdperken gestuurd. Om ze terug te halen roept Old Timer in de 25e eeuw de tijdpolitie in het leven. De Dark Lord kan de tijdwisselaars niet zelf gaan zoeken daar hij vastzit in het land van angst. Daarom gebruikt hij zijn handlangers, Petra Fina en haar helpers Dino en Mite, voor deze taak.
Op haar eerste missie verandert Petra in de prehistorie een jongen genaamd Flint, zijn vader Rocky en een tijdwisselaar genaamd Get-A-Long, in fossielen. Deze fossielen worden in de 25e eeuw gevonden door Sara Goodman en haar tweelingbroer Tony tijdens een schoolreis in een archeologisch veld. Ze gaan naar hun oom, die op het bureau van de tijdpolitie werkt. Hij brengt de fossielen weer tot leven. Flint en Get-A-Long komen geheel tevoorschijn, maar bij Rocky gaat iets mis waardoor hij slechts een pratende steen wordt. Hierop veranderd Dr. Goodman hem in een hamer met enkele functies, zo dient Flints vader als wapen voor Flint zelf. Flint wordt vanwege zijn moed en kracht een tijddetective, en blijft bij Sara en Tony.
In de rest van de serie reizen Flint en co naar verschillende tijden om de tijdwisselaars te halen, gehinderd door Petra Fina. Ze krijgen hulp van Merlock, een andere tijddetective. De Dark Lord probeert Petra te helpen door zijn eigen handlangers achter Flint aan te sturen, maar die falen ook.
Uiteindelijk onthuld de Dark Lord zijn ware aard. Hij gebruikt Petra als zijn gevangene om Flint naar het land van angst te lokken en zo alle tijdwisselaars te vangen. Dit leidt tot een laatste confrontatie tussen Flint en de Dark Lord in het land van tijd.

## Karakters

### Helden
- Flint Hammerhead: Flint is een jongen die oorspronkelijk uit de prehistorie komt, en door professor Goodman is opgewekt uit enkele fossielen. Hij is enorm sterk, maar denkt vrijwel nooit na voor hij actie onderneemt. Hij heeft een onstilbare honger.
- Rocky Hammerhead: Flints vader, die nooit helemaal is gedefossileerd en derhalve nu een pratende steen is.
- Sara Goodman: Het nichtje van Dr. Goodman, en tweelingzus van Tony. Ze is intelligent en helpt Flint vaak tijdens zijn werk.
- Tony Goodman: Sara's tweelingbroer, hij is 327 seconden jonger dan zij, en daarom noemt Sara hem weleens haar 'kleine' broertje. Hij moet hard werken op school voor goede cijfers zodat hij mee mag met Flint als tijd detective (wat altijd al een droom van hem was).
- Merlock Holmes: Merlock is een mysterieuze detective. Hij is er altijd om Sara te beschermen voor gevaar. Hij lijkt verliefd te zijn op Sara. Hij is een afstammeling van de vampier-clan en heeft het vermogen om gemakkelijk te genezen. Dit komt hem goed van pas daar hij bij het redden van Sara vrijwel altijd zelf een ongeluk krijgt.
- Dr.Bernard Goodman: Dr. Goodman is een wetenschapper voor de tijd politie en Sara en Tony's oom. Hij is erg intelligent, maar toch wel een beetje sukkelig. Hij is verliefd op zijn baas, Jillian Gray, maar zij ziet hem niet staan.
- Jillian Gray: het hoofd van de tijdpolitie.
- Materie: een kleine vliegende robot in de vorm van een pterodactyl. Hij kan geheugens van mensen wissen, en zorgt er daarmee voor dat de tijddetectives nooit hun sporen nalaten in het verleden.
- Tijdwisselaars: wezens met elk hun speciale krachten en vaardigheden. Ze kunnen transformeren naar twee verschillende alternatieve gedaantes: super en meester. Super bereiken ze alleen als ze onder invloed staan van het kwaad.
  - Get-A-Long: een van de tijdwisselaars. Ze reist altijd met Flint en co mee. Ze heeft de gave om zelfs de grootste vijanden tijdelijk goede vrienden te laten worden. Ze is de enige tijdwisselaar die in de serie nooit veranderd naar een super- of meestervorm.
  - Bindi: een tijdwisselaar met de gave om energie uit dingen te zuigen en hiermee levenloze voorwerpen tot leven te brengen of anderen te genezen. Ze was eerst in het bezit van Vlad Dracula. Nadat de tijdpolitie haar heeft gevonden, wordt ze de partner van Merlock.

### Schurken
- Petra Fina: de primaire antagonist van de serie. Ze is een gezochte crimineel die voor de Dark Lord werkt omdat ze verliefd op hem is. Pas te laat beseft ze dat hij haar enkel als pion in zijn plannen gebruikt. Tussen missies door vermomd ze zich als Ms. Iknow, de lerares van Tony en Sarah. Ze bezit een stempel waarmee ze de tijdwisselaars in haar macht kan krijgen.
- Dark Lord : Dark Lord is de grote schurk. Hij loopt altijd rondt met een masker dat hem zijn krachten geeft. Hij doet alsof hij verliefd is op Petra Fina, maar in werkelijkheid is zij voor hem niets anders dan een pion in zijn plan. Zonder zijn masker blijkt hij slechts een jongen van ongeveer Flints leeftijd te zijn.
- Dino: Dino is eigenlijk een sidderaal, die door Petra Fina werd gestolen uit een lab en veranderd in een meer humanoïde vorm. Hij is de handlanger van Petra Fina. Hij werkt net als Petra undercover op de school van Sarah en Tony als Mr. Dino.
- Mite: Hij was een kikker, die net als Dino door Petra Fina werd gestolen en veranderd in zijn huidige vorm. Zijn alter-ego is Mr. Mite.
- Grote vier: de vier sterkste handlangers van de Dark Lord. Drie van hen zijn een soort kwaadaardige tijdwisselaars die kunnen transformeren naar een alternatieve vorm:
  - Super Ninja: een ninja die vecht met een staf.
  - Uglinator: een schedelachtig wezen die transformeert uit Petra’s stempel.
  - Nascal: een vogelachtig wezen met de gave te teleporteren.
  - Ominito: een paddenstoelmonster. Hij gebruikt aanvallen en valstrikken gebaseerd op videospellen.

## Engelstalige bewerking
Saban Entertainment haalde de serie uit Japan naar Amerika, en paste de serie aan voor de Amerikaanse markt.
De originele Japanse soundtrack is in de Amerikaanse versie vervangen door een nieuwe. Ook de geluidseffecten zijn aangepast. De dialogen van de personages zijn niet gewoon vertaald, maar grotendeels ook aangepast om er meer humor in te stoppen. De tijdwisselaars kunnen in de Engelstalige versie spreken, terwijl ze in de Japanse versie alleen hun naam kunnen zeggen.
Daar de serie via Amerika naar Nederland is gehaald, is in Nederland alleen de Amerikaanse versie getoond.

## Dvd's
- Blast From the Past
- The Power of Good
- The Sands of Time
- Can't We All Get Along?

## Rolverdeling
- Flint - Ruud Drupsteen
- Rockey Hamerhad - Luk Van Mello
- Tony - Marcel Maas
- Sarah - Anneke Beukman
- Dr. Goodman - Stan Limburg
- Petra Fina - Vera Mann
- Dyno - David Verbeeck
- Might - David Verbeeck
- Getalong - Angela Schijf
- The Oldtimer - Luk Van Mello
- Bindy - Angela Schijf

## Afleveringen
Bijna alle afleveringen zijn vernoemd naar de tijdwisselaar die erin centraal staat.
1. Hammerhead Rock
2. Jitterbug
3. Eldora
4. Talen
5. Mosbee
6. Coconaut
7. Bubblegum
8. Lynx
9. Artie
10. Go Getalong
11. Batterball
12. Bindi
13. Caveman's Christmas
14. Miss Iknow Makes a Housecall
15. The Cardians
16. Plumella
17. Wing
18. Bindi-Master
19. Moah
20. Elekin
21. Muscles
22. Rocky in Love
23. Enter the Unicorn
24. Raldo
25. Leafy
26. Monk
27. Nightcap
28. Musey
29. Change
30. Snug as a Bug
31. Dipper
32. Uglinator
33. Knuckles
34. Doron
35. Shadow
36. Land of Dread
37. Game Master
38. The Rescue
39. Time of Darkness